# گرترود چندلر وارنر
گرترود چندلر وارنر (۱۶ آوریل ۱۸۹۰–۳۰ اوت۱۹۷۹) نویسندهٔ آمریکایی. او را بیشتر برای کتاب‌هایی می‌شناسند که برای کودکان نوشته‌است. معروف‌ترین این کتاب‌ها، بچه‌های واگنی است.

## زندگی‌نامه
او در پوتنام کنیتیکت متولد شد. پدر و مادرش، ادگار موریس وارنر و جین الیزابت (کارپنتر) وارنر نام داشتند. او خواهری بزرگتر به نام فرانسس و برادری کوچکتر به نام جان داشت.
پدر او از هاروارد فارغ‌التحصیل شده بود و در پوتنام به وکالت اشتغال داشت. خانهٔ آن‌ها در نزدیکی راه‌آهن بود.
گرترود وارنر از پنج‌سالگی می‌خواست نویسنده شود.
او بعدها به مطالعه علاقهٔ بسیاری نشان می‌داد و کتاب محبوبش آلیس در سرزمین عجایب بود.
گرترود چندلر در جوانی، به سبب آنکه بیشتر معلم‌های مرد به جنگ اول جهانی رفته بودند، معلم کلاس اول شد و سال‌ها همین شغل را ادامه داد.
او هرگز ازدواج نکرد و تا حدود پنجاه‌سالگی در خانهٔ والدینش زندگی کرد.
چندلر در اواخر عمر در به عضویت داوطلبان صلیب سرخ درآمد و پس از مرگ در شهر زادگاهش به خاک سپرده شد.